# Zarzuelita

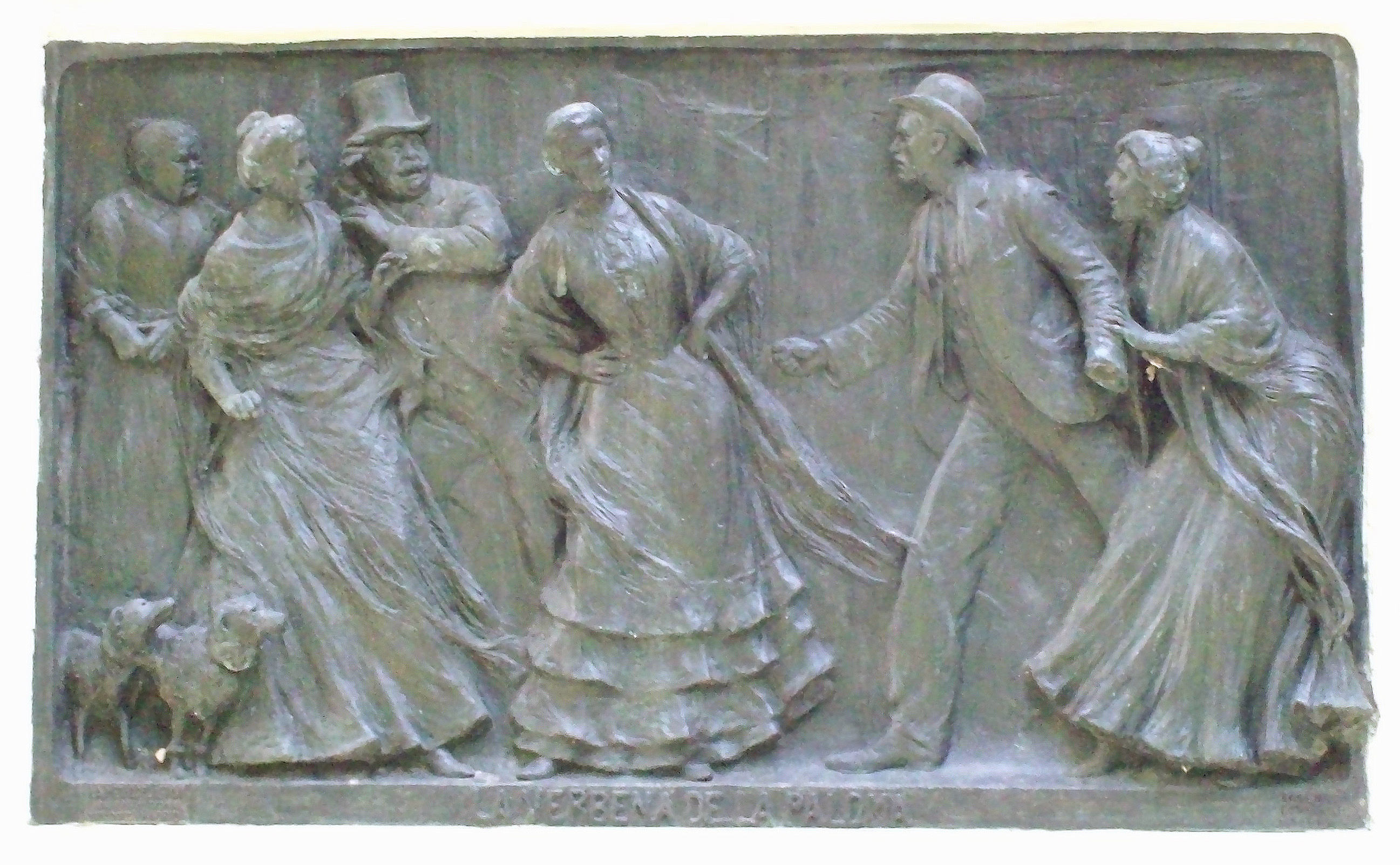
Monumento a los Saineteros Madrileños (Madrid) representando una escena de La verbena de la paloma, ejemplo más conocido de este género.

La zarzuelita, zarzuela chica, breve zarzuelita en un acto, zarzuela comprimida, etc., es un tipo de zarzuela dentro del género chico originado en el resurgimiento del teatro español lírico del siglo XIX. Heredera del sainete y de la zarzuelita en un acto de costumbre cotidianas, cuya creación se debe a Ramón de la Cruz en el siglo XVIII, fue uno más de los distintos géneros surgidos durante al auge del teatro por horas español. La obra cumbre de este género teatral fue La verbena de la paloma.

## Estructura y temática
Estructuralmente, la zarzuelita se representaba en un acto y, generalmente, tres cuadros. Era una pieza de temática costumbrista, en la cual se alternaban el recitado, el canto, y los distintos tipos de bailes y canciones populares regionales. Está forma era la forma despectiva con que se llamaba a las numerosas obras del gran género chico, la mayoría por la clase alta o los ciudadanos analfabétos.
Las zarzuelas chicas se componían en dos vertientes principales: 
1. La zarzuela cómica pueblerina, la cual se desarrollaba habitualmente en "un pueblo cualquiera de España despersonalizado y actual a los espectadores. Este "pueblo cualquiera" era presentado sin color local de ningún tipo; los personajes solían ser el alcalde, el cacique, el secretario del Ayuntamiento, el militar y la señorita, produciéndose siempre un romance entre estos últimos.
2. La zarzuela cómica histórica, que transcurría en alguna fecha anterior, incluso con siglos de diferencia en relación con el espectador. En este tipo de zarzuela cómica el elemento militar era aún más importante, lo cual servía para enaltecer un pasado glorioso de la nación frente a la situación actual.

Un rasgo distintivo de la zarzuelita, era la posibilidad de un desenlace dramático, contrastando con el carácter cómico que se imponía al resto de piezas de género chico a ser respresentados en las salas de teatro por horas. Esta característica especial de la zarzuelita se dio durante el cambio de siglo.

## Zarzuelitasexitosas

### Zarzuelas cómicas pueblerinas
- Las doce y media y sereno, con libreto de F. Manzano y música de Chapí (1890).
- El monaguillo, con libreto de E. Sánchez Pastor y música de M. Marqués (1891).
- Los aparecidos, con libreto de C. Arniches y Celso Lucio; música de F. Caballero (1892).
- El cabo primero, con libreto de C. Arniches y Celso Lucio; música de F. Caballero (1895).

### Zarzuelas cómicas históricas
- El tambor de granaderos, con libreto de E. Sánchez Pastor y música de R. Chapí (1894).
- ¡Viva el Rey, con libreto de E. Sánchez Pastor y música de R. Chapí (1896).
- El plan de ataque y La guardia amarilla, con libreto de C. Arniches y música de Audrán y Vidal la primera y de J. Giménez la segunda (1897).

### Libretos completos en línea
- Bretón de los Herreros, José (1839).  Yeñes, ed. «El novio y el concierto: comedia-zarzuela en un acto». Madrid.
- de San Felipe, Francisco A.; Navarro Serrano, León; Villamur, Julio (1809).  R. Velasco, ed. «El perro del molino: zarzuela en un acto y tres cuadros». Madrid. |autor1= y |apellido= redundantes (ayuda)
- Fernández Caballero, Manuel; Valverde y San Juan, Joaquín; de Larra y Ossorio, Luis; Fernández de la Puente, Manuel (1803).  R. Velasco, ed. Mundo, demonio y carne, o, Un viaje disparatado: zarzuela cómica en un acto, dividido en cinco cuadros, en prosa y verso. Madrid.
- Llombart, Constantino; Cester, Ricardo (1886).  Imprenta y librería de Ramón Ortega, ed. L' Agüela Puala sarsueleta cómica en un acte : parodia de La Sonámbula (en valenciano). Valencia. (enlace roto disponible en Internet Archive; véase el historial, la primera versión y la última).
- Merino, Gabriel.  Biblioteca Virtual Miguel de Cervantes, ed. «La Iluminada : zarzuela bufa en un acto y cinco cuadros, original y en verso, parodia de "La bruja"».

- Datos: Q9097576